# 法忽鲁丁
法忽鲁丁（?—?），元朝大臣，元成宗时中书平章政事。
大德年间。担任军储所宣慰使。大德六年（1302年），罢黜军储所，改领屯储军民总管万户府。以大同宣慰使扑运和林军粮，贪赃非常多，负欠数十万石。朝廷多次遣使督征，都被他贿赂，于是得免治罪。大德十一年（1307年），元成宗驾崩，元武宗即位，法忽鲁丁由河南江北行省平章政事入朝，与浙江行省平章政事教化为中书平章政事。加平章政事脱虎脱太尉。中书左丞相塔剌海为中书右丞相，御史大夫塔思不花为中书左丞相，平章政事铁木迭儿出为江西行省平章政事。朝廷设立尚书省，分理财用，他奉命和脱虎脱等人担任尚书省事，死后被朝廷追赃，获得五百余万缗以上的宝钞。